# Liu Dongfeng
Liu Dongfeng (chiń. upr. 刘东风; pinyin Liú Dōngfēng; ur. 12 stycznia 1974) – chińska zapaśniczka w stylu wolnym. Sześciokrotna medalistka mistrzostw świata. Zdobyła pięć złotych medali, w 1991, 1992, 1993, 1995 i 1996. Mistrzyni Azji w 1996 roku.